# América Anglo-Saxônica
América Anglo-Saxônica (português brasileiro) ou Saxónica (português europeu) refere-se aos países da América que têm, como principal idioma, o inglês, e que também possuam laços históricos, étnicos, linguísticos e culturais com o Reino Unido. Entre os países incluídos nessa definição, estão os Estados Unidos e o Canadá (com exceção da província de Quebec) na América do Norte, Belize e algumas ilhas do Caribe na América Central, e a Guiana na América do Sul.
Este termo deriva da classificação dos países da América em dois blocos: aqueles em que a língua mais falada deriva do latim (América Latina), e o bloco dos dois países cuja língua deriva do anglo-saxão. Essa parte do continente americano tem forte colonização inglesa, o que condicionou vários aspectos culturais, como a língua e a predominância da religião protestante, embora a maioria da população do Canadá seja católica.
Esta classificação, no entanto, é imperfeita. A Guiana na América do Sul, e diversas ilhas do Caribe, assim como o Belize na América Central, são também países de língua anglo-saxônica, mas não costumam ser considerados parte do que se convencionou chamar de América Anglo-Saxônica. Além disso, a província de Quebec, no Canadá, fala francês, uma língua latina. 

## Geografia
O Círculo Polar Ártico é o único dos paralelos importantes que atravessa a América Anglo-Saxônica, cruzando a Groenlândia, o Canadá e o Alasca. Localizada inteiramente nos hemisférios norte e ocidental, A América Anglo-Saxônica estende-se de forma alongada desde o pólo norte, além dos 80 graus de latitude norte, até quase o Trópico de Câncer, a 25 graus de latitude norte; longitudinalmente, fica entre 10 graus e 180 de longitude oeste.
Essa disposição geográfica coloca a América Anglo-Saxônica nas zonas climáticas temperada e polar do norte, ou seja, em áreas temperadas e frias da Terra.
São limites territoriais da América Anglo-Saxônica: ao norte, o oceano Glacial Ártico, que é a continuação natural dos oceanos Atlântico e Pacífico na direção do pólo norte; ao sul, o México; a leste, o oceano Atlântico; e a oeste, o oceano Pacífico. Seu território, em virtude da extensão, é atravessado por seis fusos horários.

### Relevo
Observando um mapa físico da América Anglo-Saxônica, percebe-se que o relevo, de oeste para leste, apresenta nítida semelhança com o da América Latina.
- Litoral muito recortado no oeste, com planícies costeiras bastante estreitas. O retalhamento do litoral se deve à erosão glacial provocada pelo degelo nas áreas frias.[3]

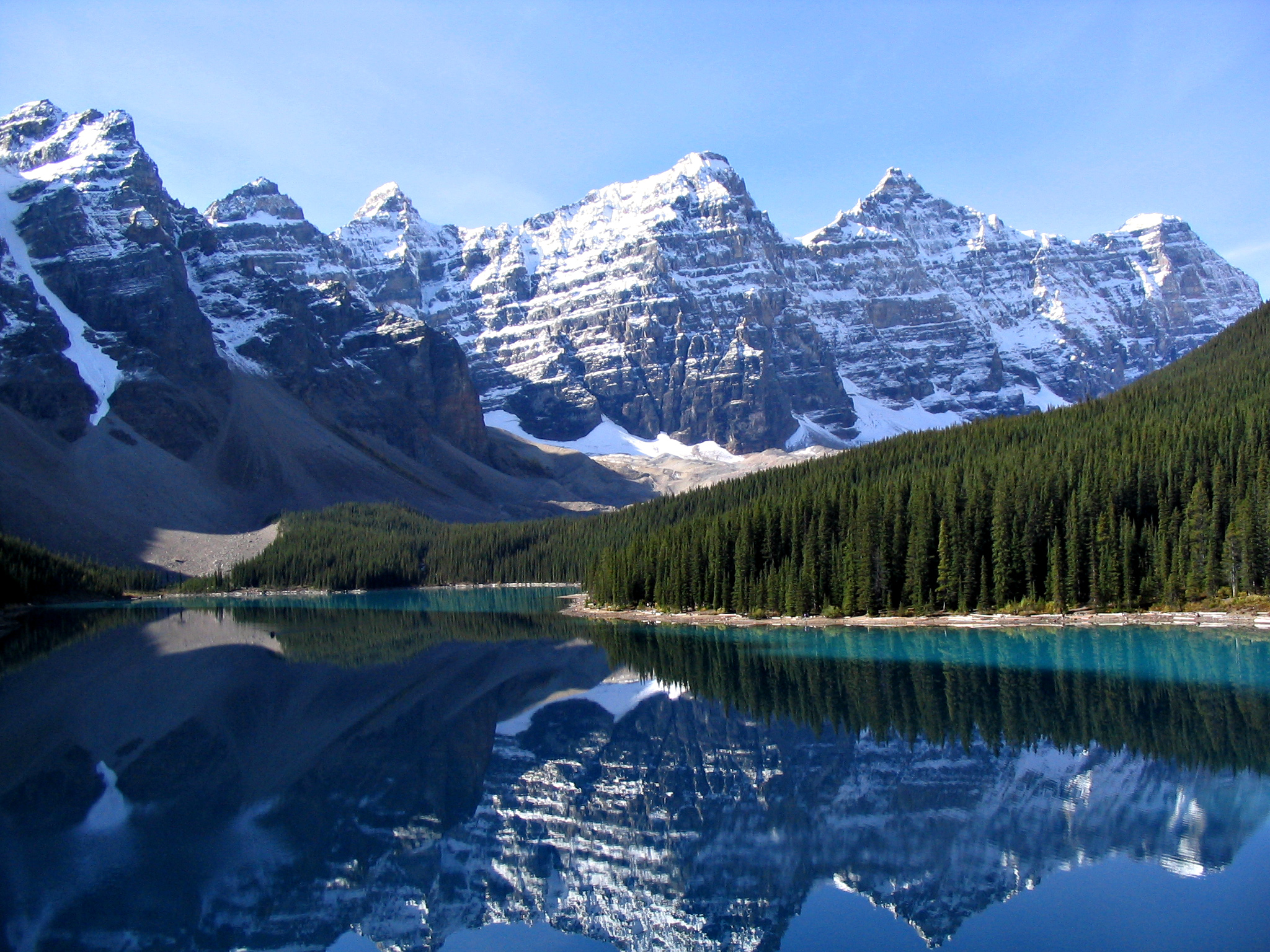
O Lago Moraine no Parque Nacional Banff em Alberta, no Canadá.

- Uma cordilheira bastante elevada, com cumes separados por vales profundos. Do sul para o norte, a primeira dessa linha de cumes constitui a cadeia da Costa, seguida da cadeia da Cascata.
Ocupando territórios do Canadá e dos Estados Unidos, destacam-se as imponentes Montanhas Rochosas, formando uma linha de picos que se estendem de sudeste para noroeste, desde os quentes planaltos mexicanos até as áreas geladas do Alasca.[3]
Como os Andes da América do Sul, as Rochosas são cadeias da era terciária, portanto jovens e bastante elevadas; por esta razão, suas formas pontiagudas são cobertas de neves eternas. As altitudes dos picos oscilam de quatro mil metros a pouco mais de seis mil metros: McKinley, 6.168 metros; Logan, 6.050 metros; Whitney, 4.418, entre outros.[3]
- Mais para o interior, desde o Golfo do México até as águas do Oceano Glacial Ártico, estendem-se vastas planícies cujas altitudes vão além dos 500 metros. No norte, os lagos são muito numerosos, caracterizando as planícies lacustres do Canadá; no centro, aparecem as planícies dos Grandes Lagos, no sul, merece destaque a planície fluvial do Mississipi. Essas planícies correspondem às regiões mais férteis dos dois países.[3]
- Tal como na América Latina, já nas proximidades do Atlântico encontramos planaltos, por serem bastante antigos, apresentam-se baixos e desgastados. Esse relevo modesto deve-se à intensa erosão, que atua há muito tempo sobre as rochas formadas nos primeiros períodos da Terra. Como exemplos dessas formações, podemos citar, no Canadá, o planalto do Labrador, e, mais ao sul, nos Estados Unidos, os Montes Apalaches. As altitudes nessa região são pouco expressivas, oscilando entre mil e dois mil metros, em média. O ponto culminante dos Apalaches é monte Mitchell (2.037 m). A planície litorânea ou costeira acompanha o contorno do Oceano Atlântico.[3]

### Clima

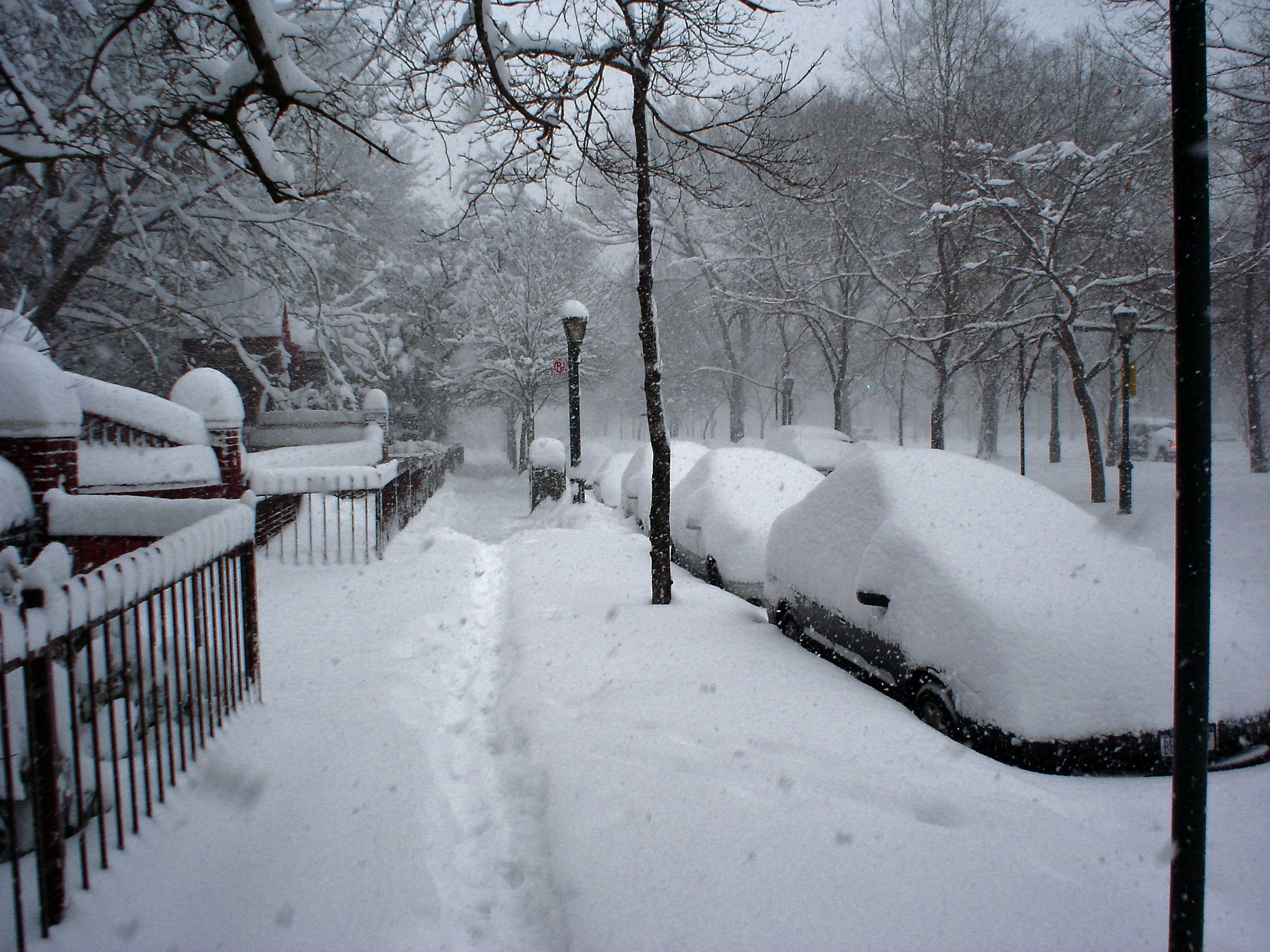
Neve durante a Nevasca da América do Norte em 2006 em Brooklyn, em Nova Iorque, nos Estados Unidos.

A totalidade da América Anglo-Saxônica situa-se ao norte do Trópico de Câncer, onde o clima temperado, predominante na região, é responsável por temperaturas médias anuais inferiores a 20 °C. Em zonas frias, no extremo norte do continente, o clima polar caracteriza-se por temperaturas médias anuais baixíssimas.
Além da latitude, o clima da América Anglo-Saxônica é também influenciado pelo relevo. As temperaturas diminuem nas partes mais altas e as planícies centrais formam verdadeiro corredor para os ventos gelados do norte. Ao mesmo tempo, as altas montanhas do oeste bloqueiam a passagem dos ventos do Pacífico, permitindo a formação de desertos à retaguarda das montanhas, como é o caso do deserto de Sonora, no sudoeste dos Estados Unidos.
Também as correntes marítimas influenciam fortemente as condições climáticas regionais. As duas principais são a corrente da Califórnia bastante fria, que banha a costa oeste, acentuando ainda mais as características de clima temperado dessa área da América Anglo-Saxônica; e a corrente do Golfo, que banha a costa leste e, por ser bastante aquecida, faz com a península da Flórida e áreas próximas tenham clima tropical e subtropical.

### Vegetação

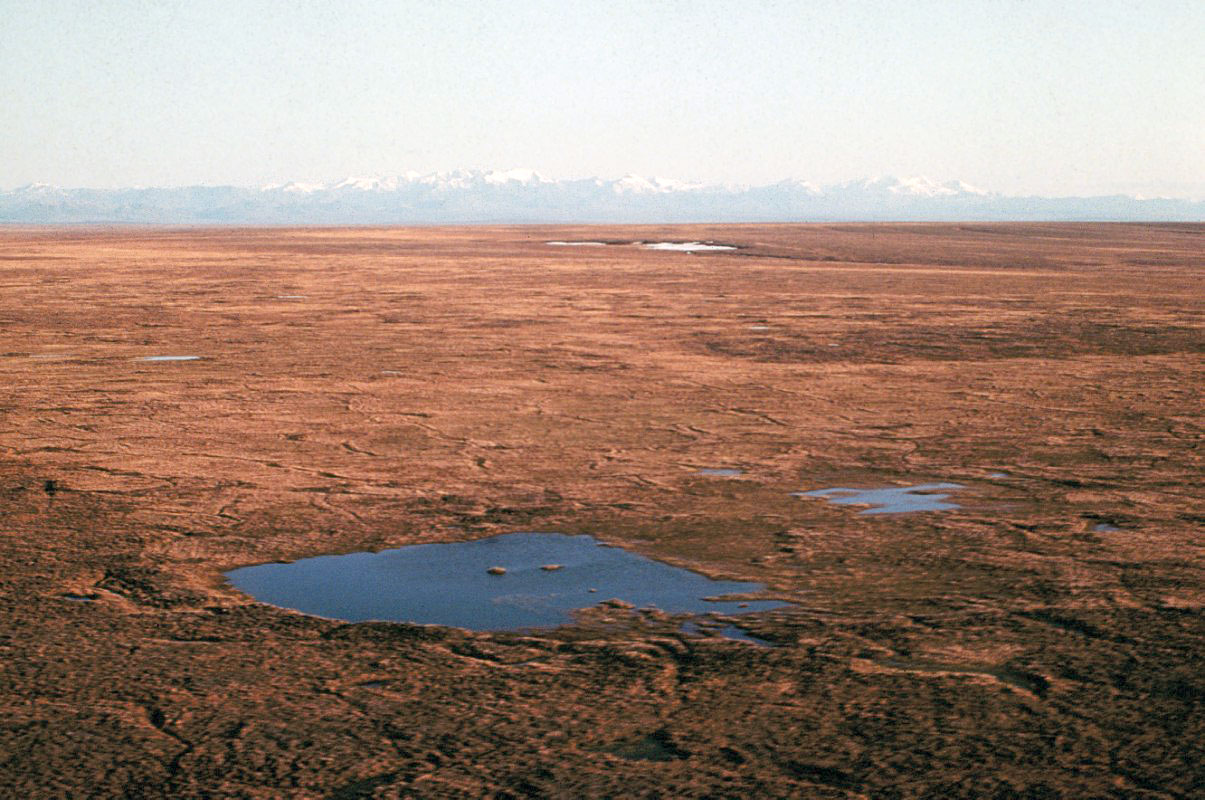
Tundra no Alasca.

A vegetação obedece às condições impostas principalmente pelo clima: assim, próximo ao oceano Glacial Ártico aparece a tundra canadense, que apenas durante o verão se liberta do gelo e da neve, mostrando musgos (em áreas geladas e úmidas) e líquens floridos (em áreas geladas e secas). Mais ao sul, na região fria do Canadá, aparece a floresta Canadense, constituída principalmente de coníferas, que se estende do Pacífico até a região dos Grandes Lagos.
Nas proximidades dos Grandes Lagos e cobrindo os Apalaches, o planalto do Labrador e as Montanhas Rochosas, surge a floresta temperada, na qual as coníferas se associam a espécies que perdem as folhas durante o inverno (carvalho, álamo, faia, bordo, etc.).
Junto ao Oceano Pacífico, nos Estados Unidos, destaca-se a floresta da Califórnia, famosa por suas árvores de mais de mil anos de idade, entre as quais sobressaem as sequoias, consideradas as mais altas árvores da Terra. Nas planícies centrais aparecem as pradarias, vasto tapete de vegetação rasteira constituído principalmente por formações herbáceas.
As áreas desérticas, onde a pluviosidade é mínima, são dominadas por vegetação xerófila, tanto arbustiva como herbácea. No sudeste dos Estados Unidos, aparecem florestas tropicais.

### Hidrografia

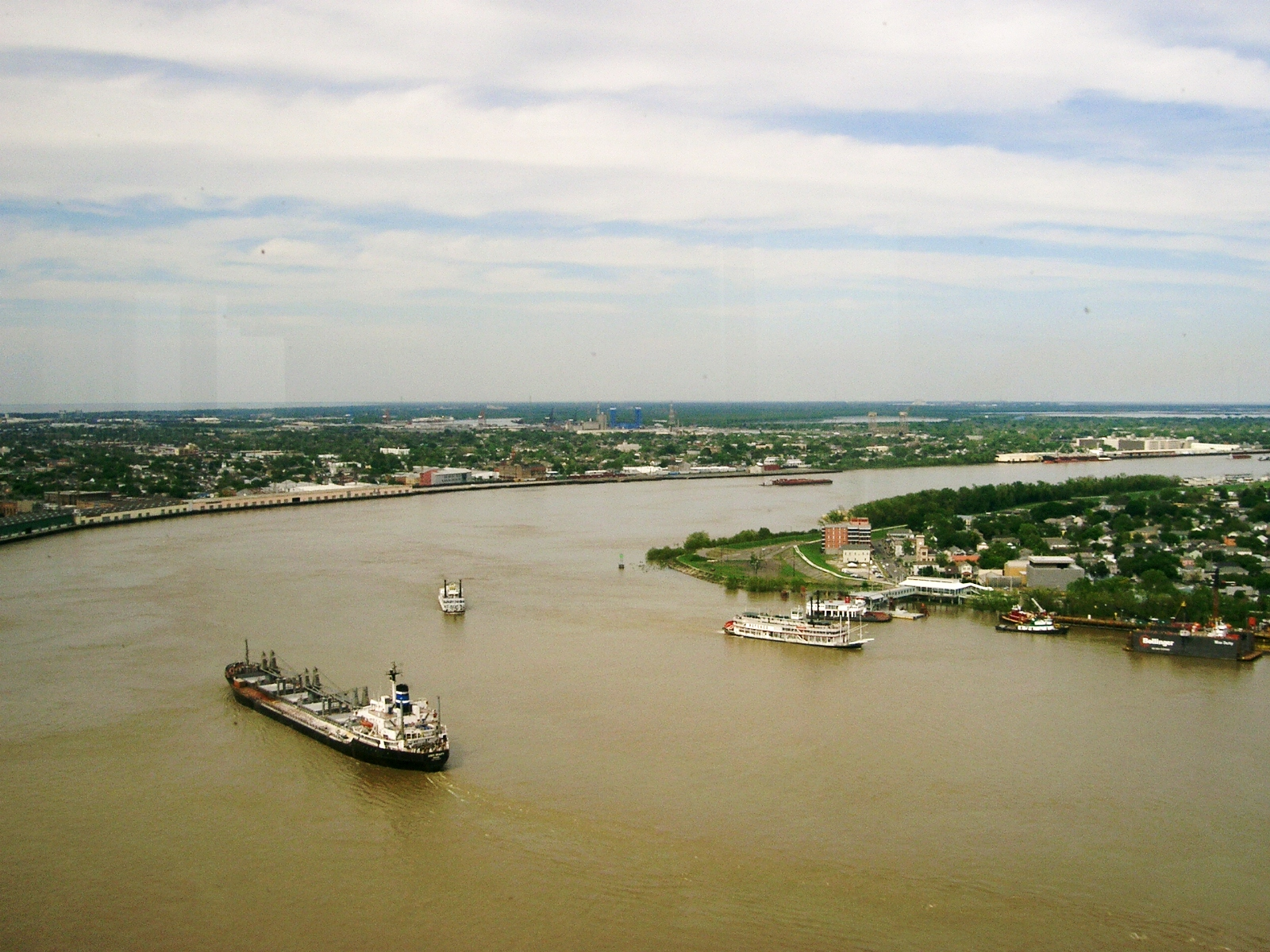
Foz do Rio Mississippi, em Nova Orleans, Louisiana, Estados Unidos.

A América Anglo-Saxônica possui uma enorme região lacustre no nordeste, na fronteira dos Estados Unidos com o Canadá − a chamada região dos Grandes Lagos. Como verdadeiros lagos interiores, os lagos Superior, Michigan, Erie e Ontário, em meio a muitos outros menores, ocupam uma área tão vasta quanto à do estado brasileiro de São Paulo. Ligam ao oceano Atlântico pelo rio São Lourenço.
No que se refere à extensão, merecem destaque na América Anglo-Saxônica, além do rio São Lourenço, o Mississípi, o Missouri, o Mackenzie, o Hudson (que passa pela cidade de Nova Iorque), o Colúmbia, o Colorado, o Grande (já nos limites dos Estados Unidos com o México) e outros, como o Yukon, o Athabasca, o Nelson e o Albany. Cerca de um terço do território dos Estados Unidos é drenado pela bacia dos rios Mississípi-Missouri que, situada a oeste dos Apalaches e a leste das Rochosas, ocupa o centro do país de norte a sul.

### Placas tectônicas

Placas tectónicas do mundo.

A litosfera − camada de rochas que envolve a Terra − é uma espécie de assoalho do planeta, mas não é contínua. Apresenta-se dividida em placas, mais ou menos cacos de cerâmica não cimentados. Essas placas, denominadas placas tectônicas, se deslocam com frequência devido a forças existentes no interior da Terra.
Nos limites dessas placas, tais forças provocam um movimento ideal, que causa terremotos. Além disso, nas linhas de falhas entre as placas há pontos fracos, por as rochas quentes do interior da Terra, vez por outra, escapam, causando as erupções vulcânicas.
A América Anglo-Saxônica está assentada sobre as placas tectônicas Norte-Americana e Pacífica. É importante reparar que os vulcões aparecem no limite entre as duas placas, na costa oeste do Alasca e do Canadá. Mais ao sul, também no limite entre as placas, localiza-se a falha de San Andreas, responsável por frequentes terremotos no estado norte-americano da Califórnia.

### Regiões do Canadá
Para conhecer a realidade humana e econômica do Canadá, as províncias e os territórios canadenses podem ser agrupados em quatro regiões, que apresentam semelhanças físicas, humanas e econômicas: Grandes Lagos e vale do São Lourenço, que abrange as províncias de Ontário e Quebec; litoral atlântico, constituído pelas províncias de New Brunswick, Nova Scotia, Ilha Príncipe Eduardo e Terra Nova; Colúmbia Britânica e pradarias (províncias de Alberta, Saskatchewan e Manitoba); e Norte, formados pelos territórios de Yukon, do Noroeste e do Nunavut.

#### Litoral atlântico
Essa região, porta de entrada para os Grandes Lagos e o vale do São Lourenço, caracteriza-se pela atividade pesqueira. O centro de maior destaque é o porto de Halifax, que ampara o porto de Montreal na exportação de grãos — dos quais o Canadá é um dos maiores produtores mundiais — e de artigos industriais.

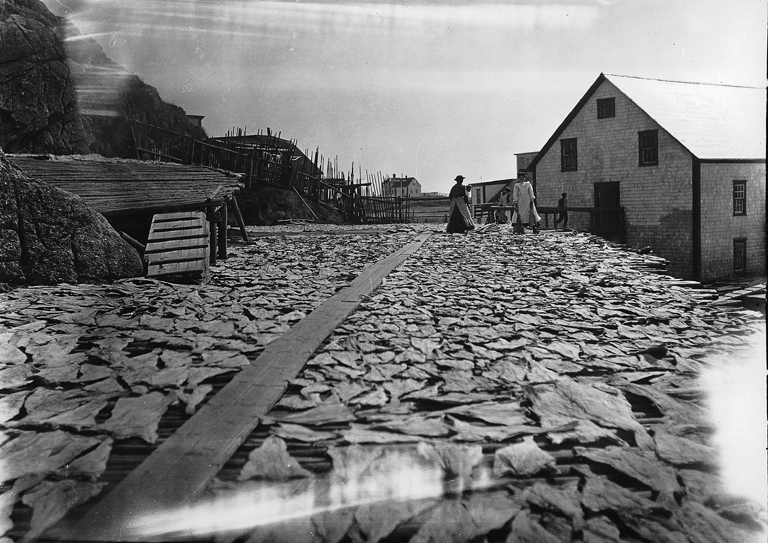
Secagem de peixe, Burgeo, NL, 1908.

A economia baseia-se na pesca, na agricultura, na mineração e na extração de madeiras. As várias reentrâncias da costa fazem do litoral atlântico canadense uma das maiores áreas pesqueiras do mundo, sendo a indústria de pescado a mais antiga da região. O bacalhau, o arenque e o salmão, além da lagosta, são as espécies mais pescadas. A região, principalmente nas áreas de clima mais frio, é muito rica em florestas de coníferas, sendo, por isso, grande produtora e exportadora de madeiras de lei e artigos de indústria de papel e celulose.
A agricultura, desenvolvida nas porções meridionais, destaca-se pela produção de grãos, batata, frutas e forragens. A pecuária leiteira também é desenvolvida com sucesso. O subsolo, principalmente na península do Labrador, é bastante rico em minérios, como ferro, carvão, chumbo, cobre e zinco, o que permite o desenvolvimento de uma forte indústria metalúrgica e siderúrgica. Ainda na península do Labrador, a caça é uma importante atividade econômica.
As províncias do litoral atlântico têm, em geral, baixa densidade demográfica. A população é majoritariamente de origem britânica, e o inglês é a língua principal, exceto em New Brunswick, onde cerca de 40% dos habitantes falam francês.
Tanto a economia quanto a população das províncias litorâneas, excetuando-se a Terra Nova, têm crescido a índices mais baixos do que o Canadá como um todo. Caracterizam-se, assim, como uma região de estagnação econômica, e parte de seus habitantes migram para as províncias situadas mais a oeste.

#### Grandes Lagos e Vale do São Lourenço

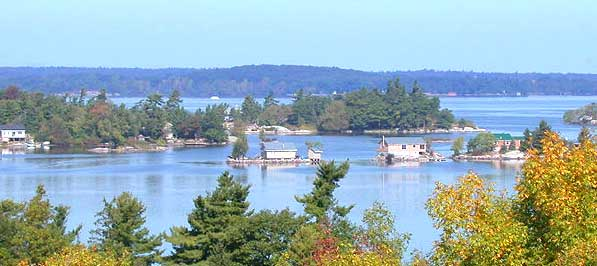
Ao longo do rio São Lourenço, localiza-se a principal concentração industrial e populacional
canadense. Na fotografia, vista do Rio São Lourenço na região das Mil Ilhas, entre Ontário e Nova Iorque.

A porção mais importante dessa região está situada no sudeste do Canadá, no limite com o nordeste dos Estados Unidos, que é uma das regiões industriais mais importantes do mundo. Apresenta, como elemento mais importante do quadro natural, o conjunto dos Grandes Lagos e o vale do rio São Lourenço, que os liga ao oceano Atlântico.
Por ser área de excelentes solos, grandes riquezas minerais (ferro, zinco, cobre e níquel) e fácil comunicação com o litoral, seu desenvolvimento foi notável - atualmente, constitui o verdadeiro coração econômico do Canadá. Já o norte da região - com invernos frios e longos, verões curtos e úmidos - não favorece a ocupação humana.
A região apresenta importante produção agrícola e ativa pecuária leiteira, beneficiada pela proximidade dos grandes centros urbanos, que abrigam forte mercado consumidor. A base de sua economia, porém, são as muitas indústrias de transformação, com destaque para as siderúrgicas, mecânicas, automobilísticas e de papel e celulose.
A população regional é predominantemente branca, descendente de britânicos, em Ontário, e de franceses, em Québec.
Ontário, responsável por cerca de metade da produção industrial canadense, é a província mais desenvolvida e populosa do país. Nela predomina a população de origem britânica, à qual vieram se juntar imigrantes vindos, em sua maioria, da Europa: alemães, italianos, ucranianos, etc. Em Ontário está situada a maior cidade canadense, Toronto, com cerca de 3,8 milhões de habitantes.
A província de Québec é a segunda mais industrializada e populosa do país. Aproximadamente 80% de seus habitantes falam francês, e Montreal, a sua maior cidade, é o segundo maior centro de língua francesa do mundo (o primeiro é Paris, capital da França).

#### Colúmbia Britânica e Pradarias
Essa região estende-se desde os Grandes Lagos até o oceano Pacífico, em uma vasta faixa de relevo baixo a leste, mas que se ergue bruscamente a oeste, devido à presença das Montanhas Rochosas.
As províncias das pradarias - Alberta, Saskatchewan e Manitoba - detêm três quartos das terras aráveis do país e nelas existem grandes fazendas ocupadas por vastas plantações de trigo, aveia e cevada, responsáveis pela maior parte das exportações canadenses de grãos. Cultivo de cereais nas pradarias canadenses. O Canadá é um dos maiores exportadores mundiais de trigo.

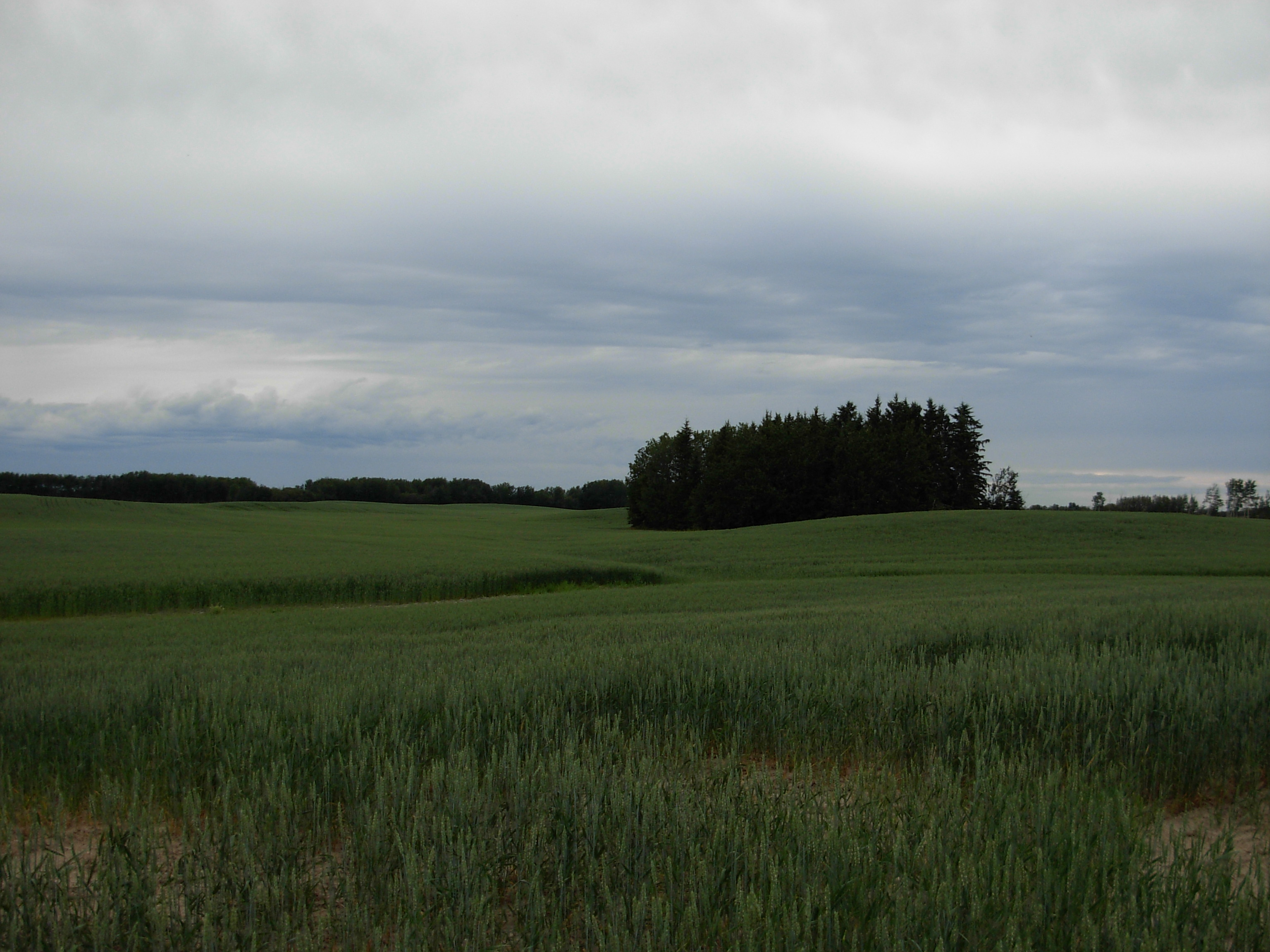
Campos de grãos no condado de Peace.

Durante muito tempo, a economia das províncias das pradarias dependeu basicamente da exportação de trigo, o que as tornava bastante vulneráveis à oscilação dos preços no mercado internacional. Posteriormente, a exploração de minérios foi incentivada, permitindo inclusive a expansão industrial. As maiores reservas minerais das pradarias são petróleo, gás natural e metais (níquel, cobre, ouro, potássio, etc.). Alberta é a província mais desenvolvida e populosa, favorecida por suas grandes reservas de petróleo.
Beneficiada pela energia abundante, em virtude do relevo acidentado, que propicia a existência de inúmeras quedas-d'água, aproveitadas para a construção de hidrelétricas, a Colúmbia Britânica é a terceira província do Canadá em desenvolvimento industrial (cerca de 9% do total do país). Além da indústria, são atividades econômicas de destaque: a exploração de madeiras, a pesca marítima (sobretudo de arenques), a exploração de minérios e a agropecuária (destacando-se a produção de frutas e leite).
Apesar de ter sido a última das províncias a ser aberta à imigração, a Colúmbia Britânica é a terceira mais populosa do Canadá. A densidade demográfica é maior ao sul, onde se localiza Vancouver, a terceira maior cidade canadense. Vancouver abriga grandes comunidades chinesas e japonesas, além de ser o principal porto na costa do Pacífico.

#### Norte

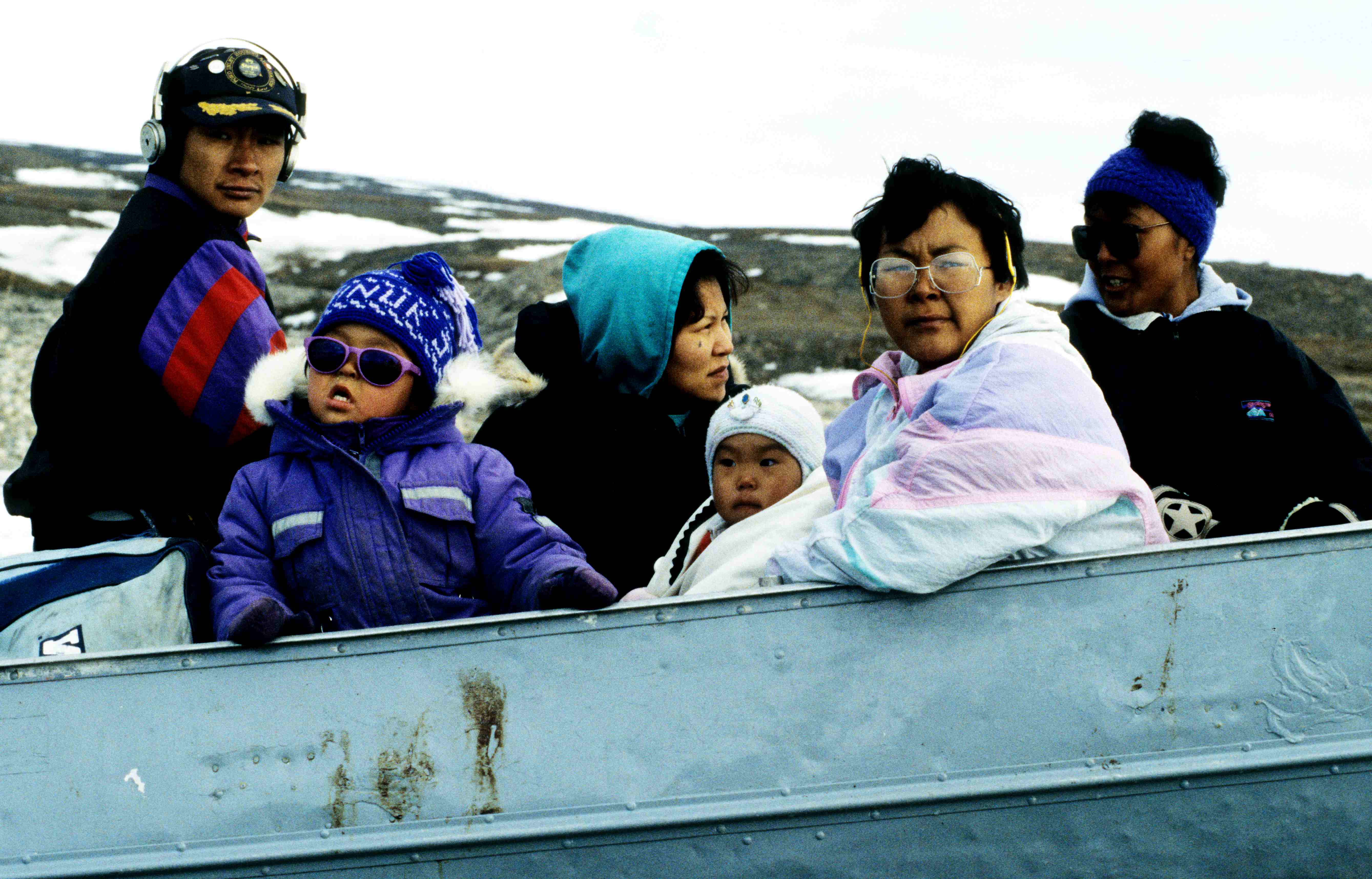
Grande parte dos habitantes de Yukon e dos Territórios do Noroeste é
esquimó. Embora esses dois territórios ocupem cerca de 40% das terras canadenses, abrigam apenas 3% da população do país.

Abrangendo todas as terras localizadas ao norte do paralelo 60° N e todas as ilhas árticas, o Norte canadense, formado pelos territórios de Yukon e do Noroeste, apresenta temperaturas baixas e não favorece a ocupação humana. A densidade demográfica da região é, portanto, reduzidíssima. A população é composta principalmente de esquimós, índios e mineiros.
Os esquimós vivem da caça e da pesca, que lhes proporcionam alimentos, roupas, abrigo, ferramentas e utensílios; os mineiros instalam-se em acampamentos e exploram as riquezas minerais da região (petróleo, ouro, urânio, cobre, etc.).

### Regiões dos Estados Unidos
Para melhor o desenvolvimento econômico, social e cultural dos Estados Unidos, dividimos o país nas seguintes regiões geográficas: o Nordeste, a Bacia Central, o Sul, as grandes planícies, as montanhas, os desertos e a costa leste, além dos novos estados, o Alasca e o Havaí.

#### Nordeste

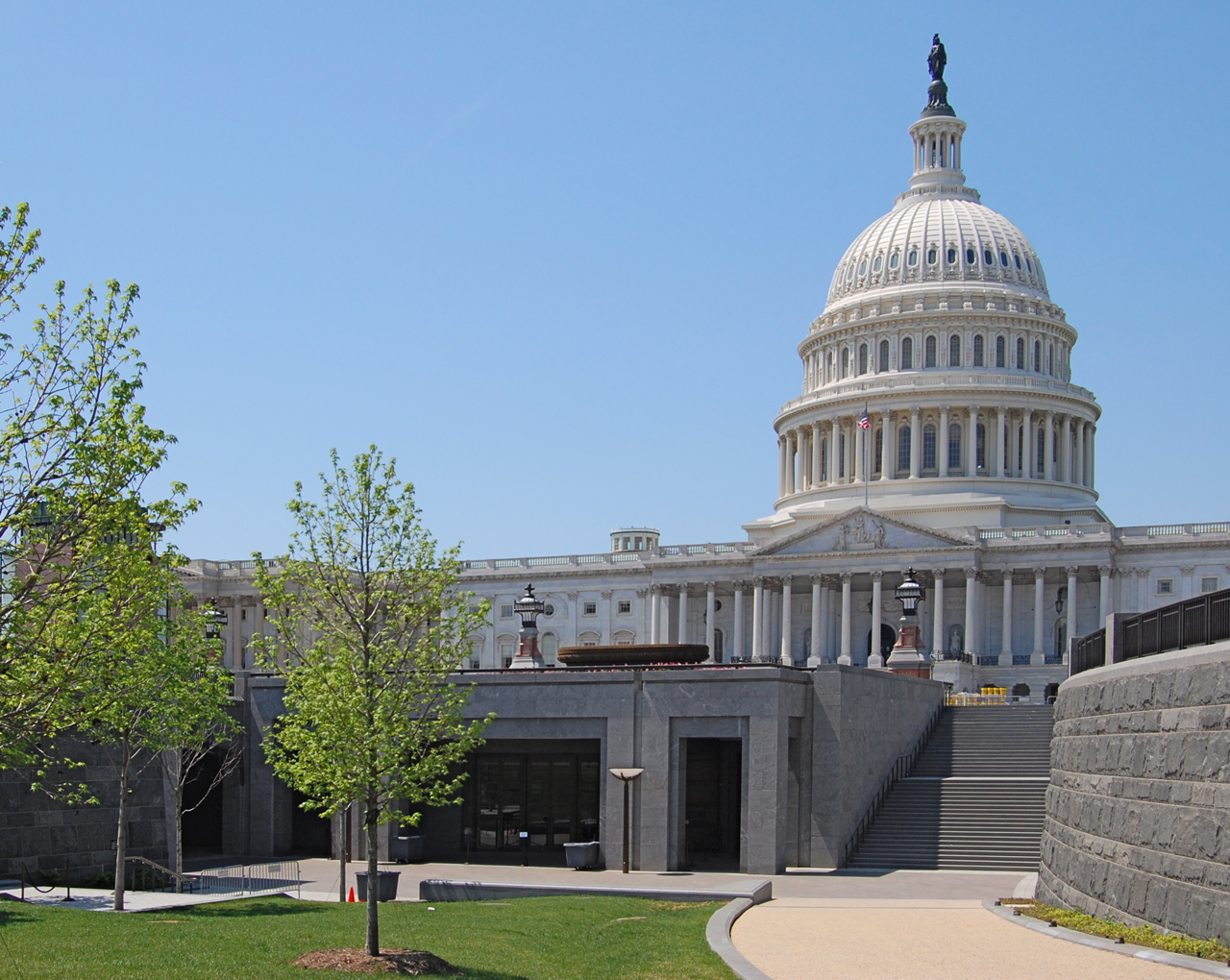
O Capitólio dos Estados Unidos.

O Nordeste abrange a planície dos Grandes Lagos e as duas vertentes do planalto dos Apalaches, bem como o litoral atlântico. É uma das regiões mais industrializadas e urbanizadas de todo o mundo, na qual existe grande quantidade de usinas siderúrgicas e fábricas de automóveis. Destaca-se também por possuir muitas propriedades agrárias, onde se pratica a policultura, com o cultivo de hortaliças e frutas, e se criam aves e gado leiteiro para atender ao grande consumo das cidades próximas.
Beneficiada por contar com excelentes jazidas de carvão e ferro, é a parte mais industrializada do continente americano. Destaca-se também a atividade comercial exportadora, que utiliza os grandes portos de Nova York, Boston, Filadélfia e Baltimore. Internamente, o transporte de carga ultrapassa a capacidade conjunta dos canais de Suez e do Panamá.
As cidades citadas, juntamente com Chicago, Detroit e Washington, estão entre as regiões metropolitanas do país. Algumas delas se expandiram de tal modo que não mais existem áreas rurais separando-as de cidades menores em suas proximidades. originam-se, então, as gigantescas metrópoles.

#### Bacia Central
Estendendo-se dos Grandes Lagos ao sul do país, essa região tem como atividade econômica mais importante a agricultura, com grande destaque para a produção de milho, essencial para a economia dos Estados Unidos. O cultivo é altamente mecanizado e três quartos da produção são utilizados para ração animal, já que a pecuária tem grande expressão nessa área.
A concentração industrial é pouco significativa na região, mas as cidades de Saint Louis, Minneapolis, Cincinnati, Kansas City, Indianápolis e Columbus, com população variando de um a três milhões de habitantes, são as mais importantes da região.

#### Sul

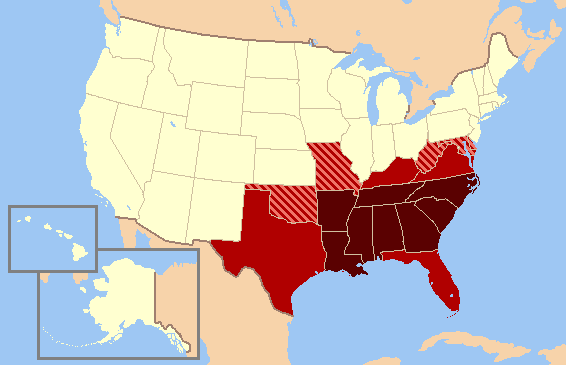
Mapa do Sul dos Estados Unidos.

Essa região compreende a península da Flórida, as planícies meridionais percorridas pelos rios Mississippi e Tennessee, ao sul dos Apalaches, e toda a área em torno do golfo do México. A região é quente e as chuvas são abundantes, o que assegura as condições necessárias para o cultivo de frutas tropicais, o grande destaque agrícola da Flórida.
Bastante privilegiada quanto aos recursos energéticos, no Sul não faltam energia elétrica, carvão e petróleo, o que favorece o desenvolvimento industrial. As atividades econômicas de maior destaque são a agricultura e a intensa exploração do turismo, favorecida pelo clima tropical.
Boa parte da atual população da região é constituída por negros. A presença de mexicanos é expressiva, uma vez que grande parte do território do Sul foi conquistado pelo México no século passado. Miami e arredores têm recebido milhares de imigrantes, originários principalmente de países centro-americanos. Esses elementos étnicos não foram plenamente integrados à comunidade branca dominante, o que ainda hoje causa frequentes manifestações e atritos.
No que se refere às atividades econômicas do Sul predomina a cultura do algodão, explorado desde o período colonial, mas hoje já há diversificação das atividades agrícolas, como o cultivo de frutas, amendoim, fumo, cana-de-açúcar e arroz.
O desenvolvimento econômico do Sul tem sido muito grande nas últimas décadas do século XX. As grandes reservas petrolíferas dos estados do Arkansas, Louisiana, Mississipi, Oklahoma e Texas permitiram a instalação da indústria petroquímica nessa região, cujo desenvolvimento tem sido um dos maiores dos Estados Unidos. A energia elétrica, necessária à petroquímica e outras indústrias, é abundante e provém das barragens industriais no vale do Tennessee.
Miami, Houston e Dallas abrigam importantes concentrações industriais e são mais populosas do Sul. Também merecem destaque Atlanta, Nova Orleans e San Antonio, todas com mais de um milhão de habitantes.

#### Grandes Planícies

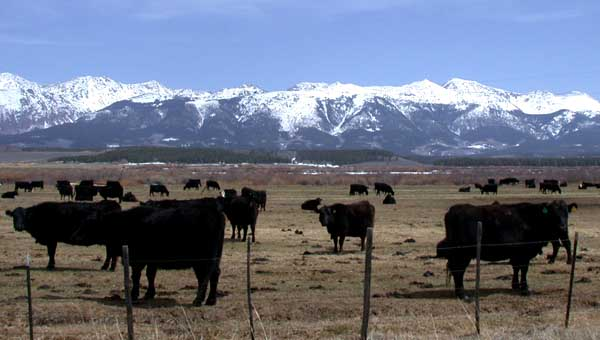
Pecuária bovina extensiva no estado do Colorado.

Ocupando uma vasta faixa que se estende de norte a sul, ao longo da parte central do país, essa região tem como base econômica duas atividades: a cultura do trigo e do milho e a pecuária, que deu origem a inúmeros estabelecimentos de industrialização de carne. No estado do Colorado é praticada a pecuária extensiva em larga escala.
A extração de petróleo é outra atividade econômica importante, sobretudo nos estados do Colorado, Oklahoma e Texas.
A população é relativamente densa, e Denver é a cidade mais populosa e industrializada da região.

#### Montanhas e Desertos

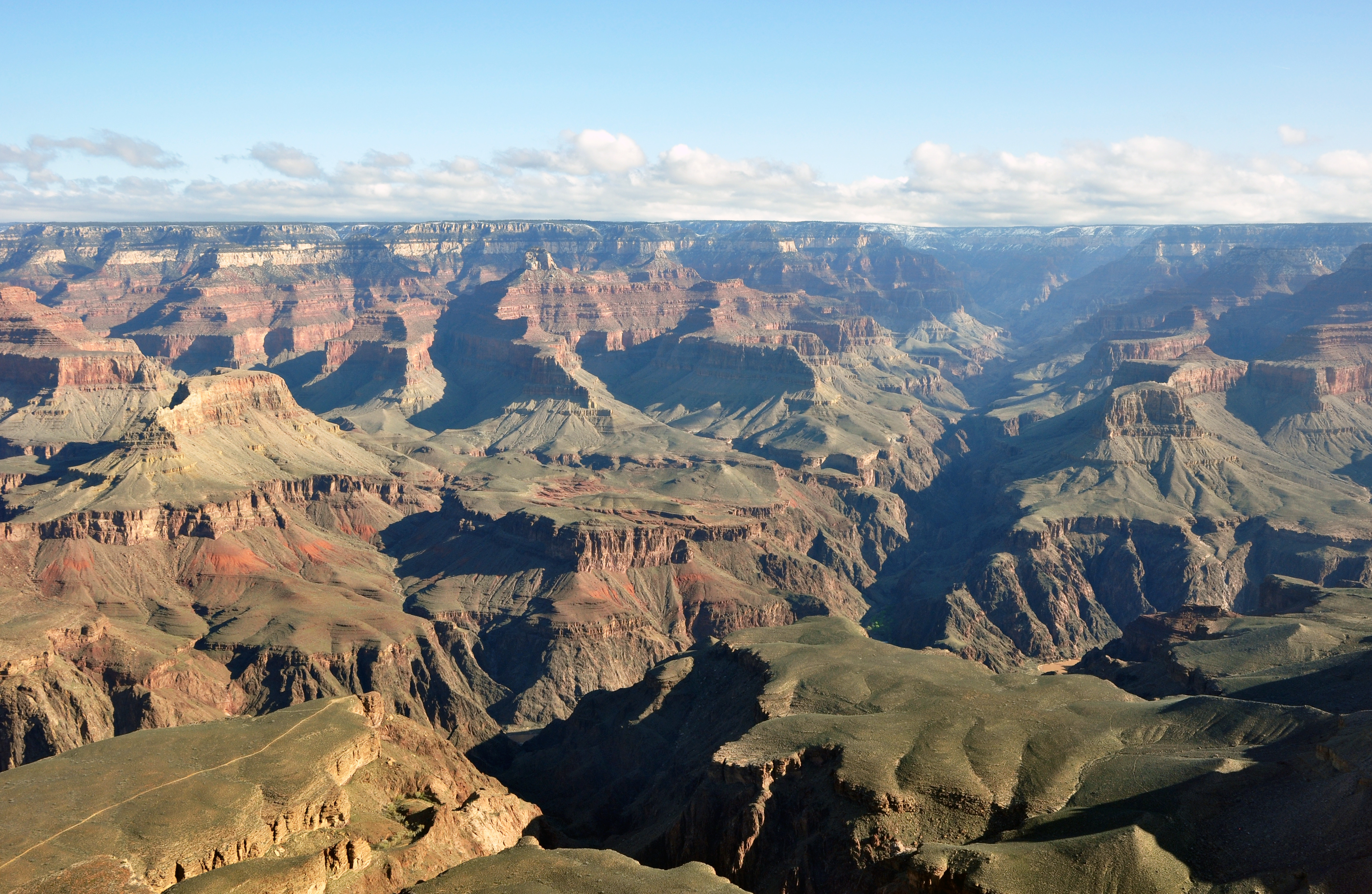
Grand Canyon, no Arizona, nos Estados Unidos.

Por se estenderem de norte a sul, a cadeia da Costa, a cadeia da Cascata e a serra Nevada bloqueiam a passagem de ventos úmidos vindos do Pacífico. Por outro lado, mais a leste, as Montanhas Rochosas constituem uma barreira contra as influências climáticas do Atlântico, propiciando a formação de enormes desertos no interior do país, como o do Colorado, por exemplo. Assim, nessa região alternam-se vales profundos, montanhas de cumes cobertos de neves e extensas áreas desérticas.
A região é muito rica em minérios, como prata, chumbo, ouro, estanho e sobretudo cobre, sendo que a mineração é a principal atividade econômica. Outras atividades de que se ocupa a população são pecuária extensiva, exploração de recursos minerais, agricultura e indústria de produtos alimentícios.
Para preservar suas belezas naturais, foram criados vários parques nacionais, como o Yosemite, o Yellowstone e o Grand Canyon, nos quais a flora e a fauna são mantidas intactas e cuja exploração turística destaca-se na economia da região.
A população, apesar de relativamente escassa e mal distribuída, formou cidades como Phoenix, Salt Lake City, Las Vegas e El Paso, onde é marcante a influência latina.

#### Costa Oeste

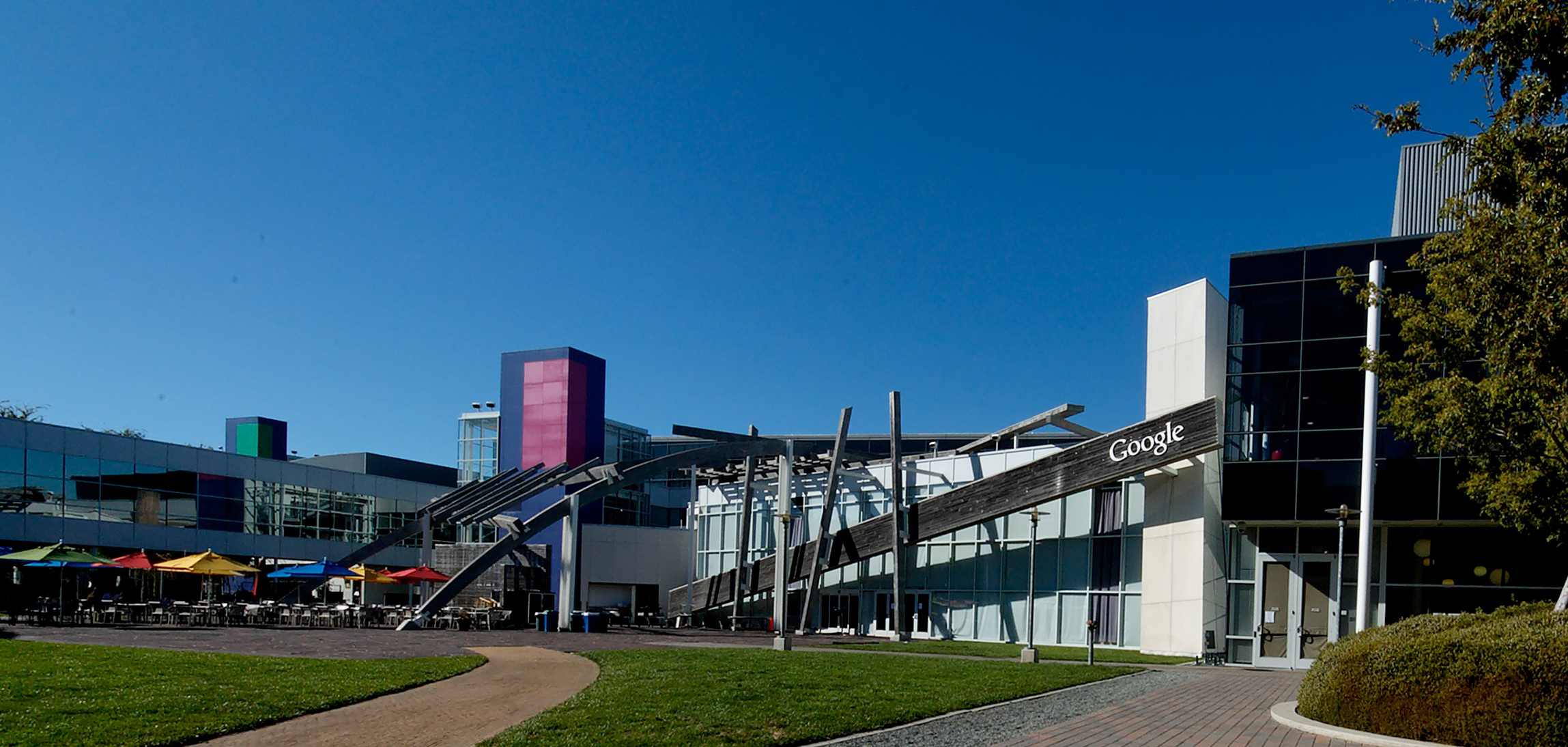
Googleplex (a sede da empresa Google), em Mountain View, na Califórnia.

A Califórnia lidera, no país, a produção de frutas — abacates, damascos, pêssegos, amêndoas, azeitonas e sobretudo uvas, bem como, mais ao norte, maçãs e framboesas —, que são cultivadas com o emprego de técnicas modernas e de sistemas de irrigação que corrigem a pouca quantidade de chuvas.
Além da fruticultura, merecem destaque a pesca (salmão, camarão e lagosta), a indústria (eletrônica, naval, aeronáutica, automobilística e cinematográfica) e a exploração mineral (cobre, prata, zinco, ouro, urânio e petróleo).
Por estar relativamente próxima da Ásia, que tem ganho importância comercial cada vez maior nas últimas décadas, a costa oeste é a região norte-americana de maior crescimento populacional e econômico. É, ao mesmo tempo, porta de entrada das mercadorias procedentes da Ásia e porta de saída de frutas, cereais, pescados e produtos da indústria alimentícia.
Em virtude desse grande desenvolvimento, a Califórnia é, atualmente, o estado norte-americano mais populoso. A população é densa na costa oeste e as regiões metropolitanas mais importantes são: Los Angeles, São Francisco, Seattle, San Diego e Portland. Los Angeles é a maior cidade da costa oeste e a segunda dos Estados Unidos, abrigando um notável complexo industrial e mais de 14 milhões de habitantes em sua região metropolitana.

#### Alasca e Havaí

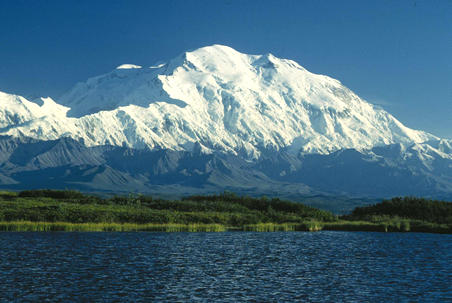
O monte McKinley, ponto culminante do relevo norte-americano, localiza-se no Alasca.

Comprado da Rússia em 1867 e transformado em estado em 1958, o Alasca possui imenso território e uma população em franca expansão. Para efetuar sua ocupação, foram abertas rodovias, portos, oleodutos e aeroportos, de modo a explorar as extensas áreas aproveitáveis para a pecuária, o subsolo rico em metais preciosos, gás natural e petróleo e as águas piscosas do estado.

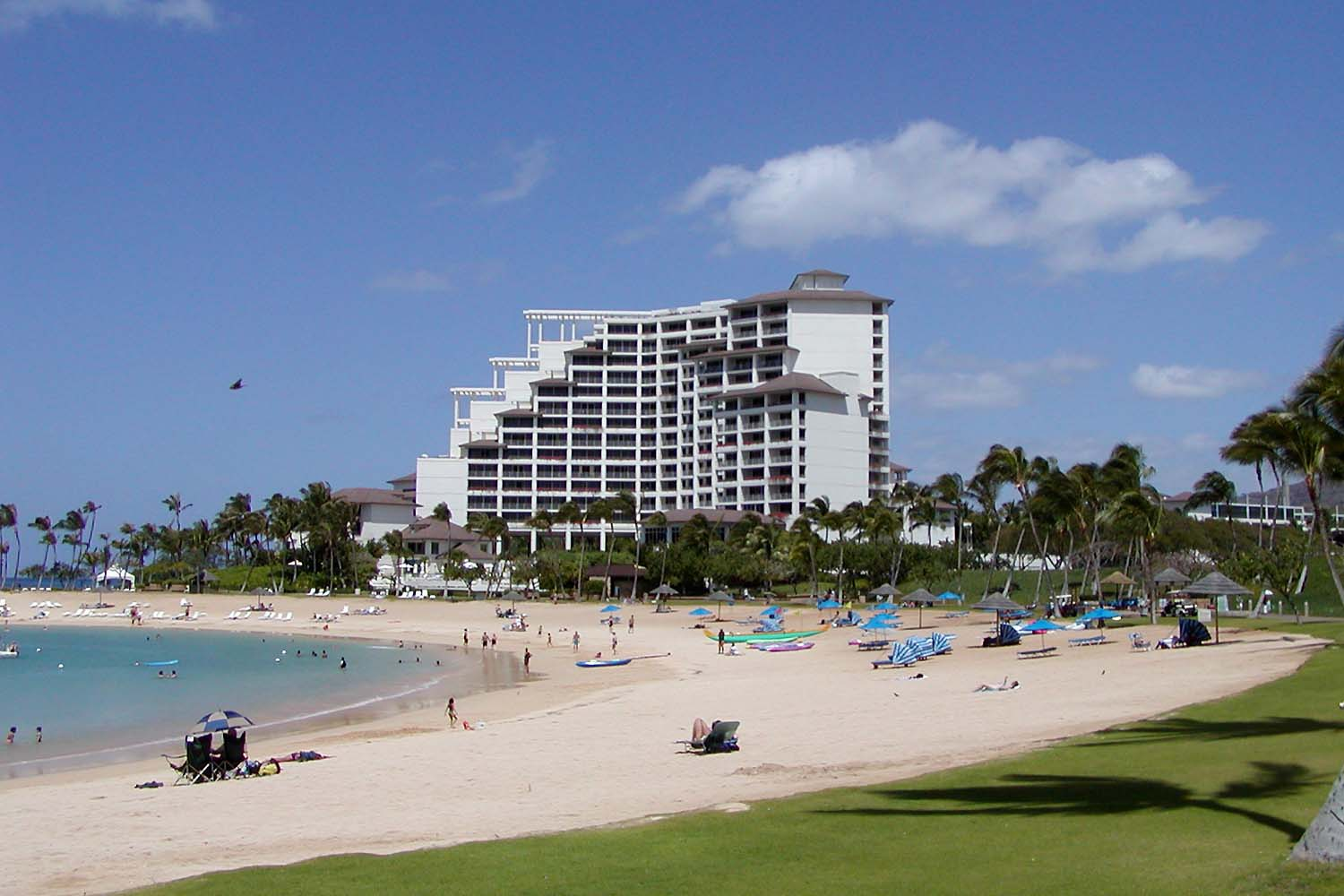
Uma estância turística no Havaí. Milhões de turistas visitam o estado todo ano.

Situado na Polinésia, o Havaí é, desde 1959, o quinquagésimo estado norte-americano. Etnicamente, a população havaiana é bem mais heterogênea que a dos demais estados — cerca de 22% são brancos, 58% são de origem asiática (japoneses, chineses e filipinos), 17% são mestiços e apenas 2% são polinésios. A economia baseia-se no turismo, nas atividades militares (em virtude da posição geográfica e estratégica do arquipélago) e, em menor grau, na agricultura (abacaxi e cana-de-açúcar) e na indústria.

## Política

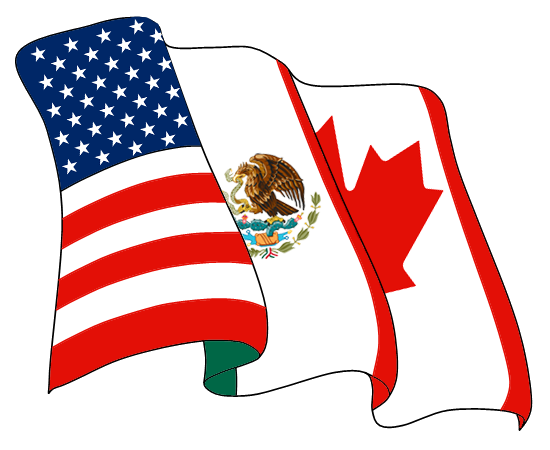
Símbolo do NAFTA.

Os Estados Unidos, o Canadá e o México assinaram o Acordo Norte-Americano de Livre Comércio (Nafta, de North American Free Trade Agreement) em 1993, com objetivo de criar uma zona de livre comércio a ser implantada, por etapas, num prazo de 15 anos. Os três membros do Nafta abrigam uma população de aproximadamente 260 milhões de habitantes e detêm um mercado que movimenta 6,6 trilhões de dólares americanos, atualmente., Juntos, formarão o maior bloco econômico do mundo, abrindo oportunidades de maior crescimento da economia e de fazer frente à União Europeia e outras uniões econômicas, em formação no mundo inteiro.[carece de fontes?]
Muito bem recebido por grupos empresariais, em geral, a criação do Nafta tem enfrentado forte oposição por parte de sindicatos norte-americanos, que são contrários à participação do México. Acreditam no aumento da imigração mexicana, com a livre circulação de pessoas no bloco, e temem que grande parte dos empregos na indústria sejam transferidos para o México, onde a mão de obra é mais barata e as leis de proteção ambiental são mais flexíveis do que nos Estados Unidos e no Canadá.[carece de fontes?]
Em 27 de agosto de 2018, o presidente dos Estados Unidos colocou fim ao Nafta, porém, no dia 30 de Setembro deste mesmo ano, Canadá, EUA e México esboçaram um novo acordo, o acordo Estados Unidos-México-Canadá (USMCA), que foi assinado durante a cúpula dos países do G20 no dia 30 de novembro de 2018 em Buenos Aires.

## Subdivisões
Existe uma grande diferença e muitas semelhanças entre os dois países da região — Estados Unidos e Canadá. A diferença está no plano demográfico: ambos possuem quase a mesma extensão, mas a população do primeiro é nove vezes maior que o segundo. Este fato pode ser parcialmente explicado pelas características do quadro natural: situadas em altas latitudes, a maior parte das terras canadenses são geladas, não favorecendo a presença de aglomerados urbanos.
Por outro lado, tanto os Estados Unidos como o Canadá, são países social e economicamente desenvolvidos. Como potências industriais e agrícolas, de maneira geral, apresenta quase total de analfabetos, baixas taxas de natalidade e ótimas condições de alimentação, saúde e habitação.
Nesses dois países, o governo é democrático, e os Estados Unidos constituem um dos mais perfeitos modelos de república federativa. É composto por cinquenta estados, dois dos quais não pertencem ao seu território continuo: o Alasca, no extremo noroeste do continente americano, e o Havaí, arquipélago localizado no oceano Pacífico.
O Canadá é dividido em dez províncias e doze territórios, também federados, e está ligado à Comunidade Britânica (Commonwealth), englobando ex-colônias que mantém laços de fidelidade à Coroa britânica. Nominalmente, o Canadá é governado pelo monarca inglês (Elizabeth II), representado por um governador-geral, enquanto a chefia efetiva do governo cabe a um primeiro ministro.

### Canadá

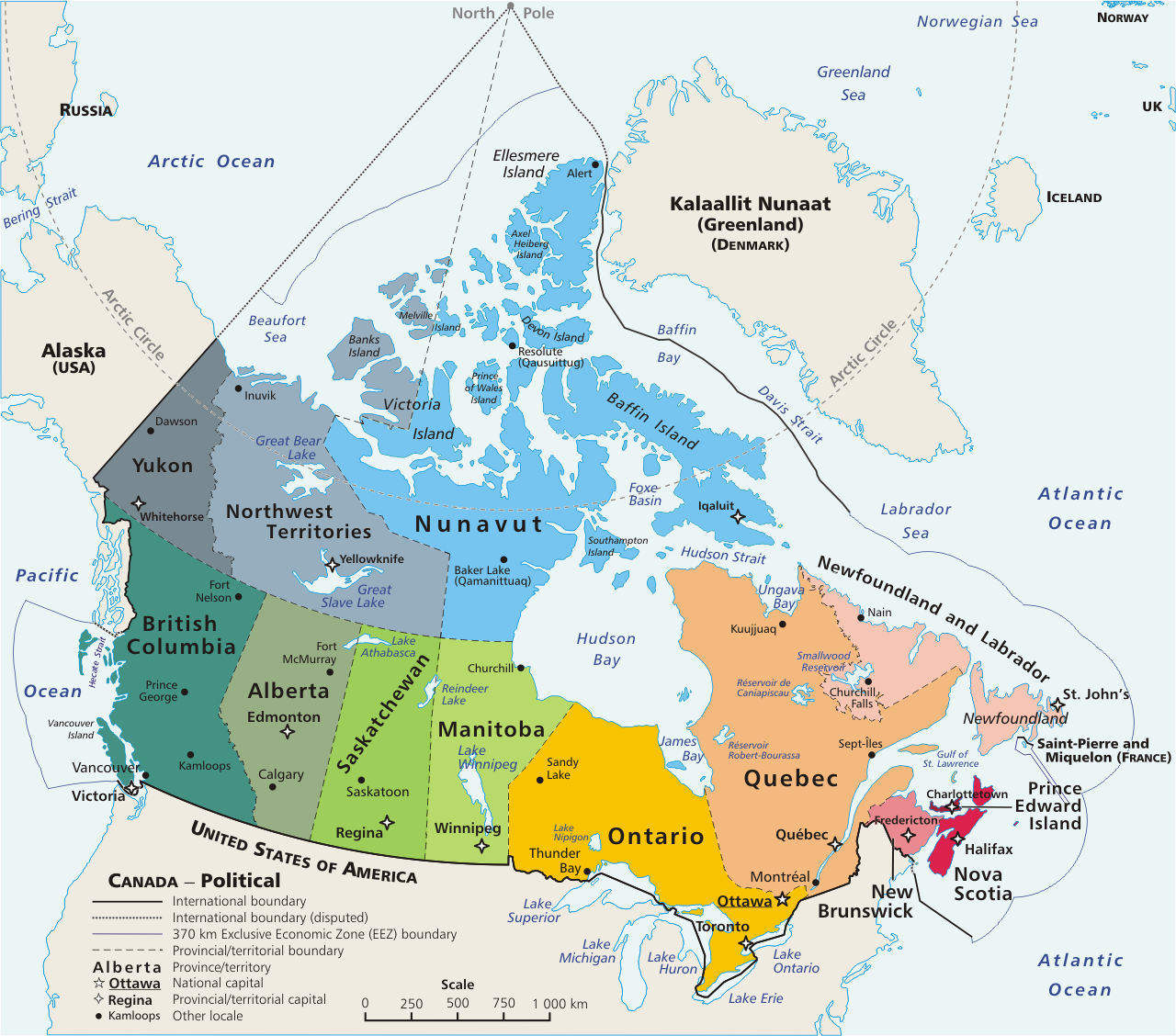
Mapa político do Canadá.

O Canadá é o maior país do continente americano e o segundo da Terra, após a Rússia. É, entretanto, demograficamente vazio, abrigando menos habitantes que o Estado de São Paulo (46 milhões). Muito rico e desenvolvido, o Canadá é um país praticamente sem analfabetos, com elevada expectativa de vida para seus habitantes, alta renda per capita e índices muito baixos de mortalidade infantil.
País muito frio, o Canadá apresenta grandes espaços inaproveitados, sendo cultivados apenas 4,57% de sua área total. Apesar disso, a notável mecanização de sua agricultura torna-o um dos maiores produtores mundiais de trigo e de aveia, além de dar-lhe uma posição de destaque na produção de milho, centeio e cevada.
A pesca, principalmente do salmão e do bacalhau, é também uma atividade econômica muito importante para o Canadá, assim como a criação de gado bovino e as aves, na qual se utiliza a mais moderna tecnologia.
Cerca de 70% da população canadense vive na fronteira com os Estados Unidos, mais especificamente na região dos Grandes Lagos e vale do São Lourenço, que é uma das regiões mais industrializadas da Terra. O Canadá é um grande produtor de veículos motorizados, papel de imprensa, produtos siderúrgicos e bens de consumo. Muito bem dotado de riquezas minerais, o país explora grandes quantidades de petróleo, cobre, níquel, ferro, zinco e carvão.
A grande produção industrial e pecuária canadense, consequência direta das boas condições de saúde e alimentação da população e dos bons salários, propicia um alto recolhimento de impostos e tributos. Isto permite melhorias constantes em todos os setores (transportes, educação, energia, etc.), propiciando, por sua vez, o aprimoramento social e econômico da população.
Devido, em boa parte, às condições naturais do país, a faixa fronteiriça com os Estados Unidos é a mais desenvolvida, enquanto o Norte, quase inteiramente desabitado, é a região menos destacada economicamente.
Incentivado pela forte vinculação de sua economia com a dos Estados Unidos, o Canadá foi a primeira nação a ratificar o Nafta (Acordo Norte-Americano de Livre Comércio), em 1993, firmado também com o México. A economia canadense é a segunda maior do bloco, após a norte-americana, mas a sua população é a menor das três (cerca de 8% do total).

### Estados Unidos

Mapa dos Estados Unidos com a divisão dos 50 estados do país.

Os Estados Unidos são uma república federativa dividida em cinquenta estados, dois dos quais (Alasca e Havaí) não integrados às terras contínuas. Sua capital é a cidade de Washington e o inglês é a língua oficial. Mais de 72% da população vive nas cidades, o que testemunha a notável vocação industrial e comercial do país.
Diversos fatores geográficos e históricos combinam-se para fazer dos Estados Unidos a mais rica e poderosa nação do planeta: enorme área aproveitável e predomínio de um clima que, em grande parte do território, é favorável à agricultura, além do passado de parte do território como colônia de povoamento, o que contribuiu para a ocupação produtiva e duradoura do espaço. Esse país auferiu ainda extraordinárias vantagens das duas guerras mundiais (1914-1918 e 1939-1945), graças às quais pôde projetar-se como o grande fornecedor de produtos industriais para a Europa.
A economia do país é altamente lucrativa e próspera, devido à extraordinária produção industrial e agrícola e também ao rico subsolo, do qual são extraídos minerais essenciais para o desenvolvimento. Destaca-se a produção de petróleo (uma das três maiores do mundo, junto com a da Rússia e a do Oriente Médio), cobre, ferro e carvão, além de alumínio, mica, urânio, zinco, enxofre, bauxita e gás natural.
Revelando o seu alto grau de riqueza e industrialização, os Estados Unidos consomem, por exemplo, nada menos que um terço da energia e do alumínio e um quarto de todo o aço produzido no mundo. A admirável força econômica dos Estados Unidos deve-se ao aproveitamento de seu espaço geográfico, assim como à sua poderosa indústria, com empresas que se ramificam por quase todo o mundo.
Em cada cem trabalhadores dos Estados Unidos, menos de três dedicam-se à agricultura, mas a alta mecanização coloca o país em grande destaque na produção de trigo, milho, centeio e algodão, o que o torna um grande exportador de alimentos.

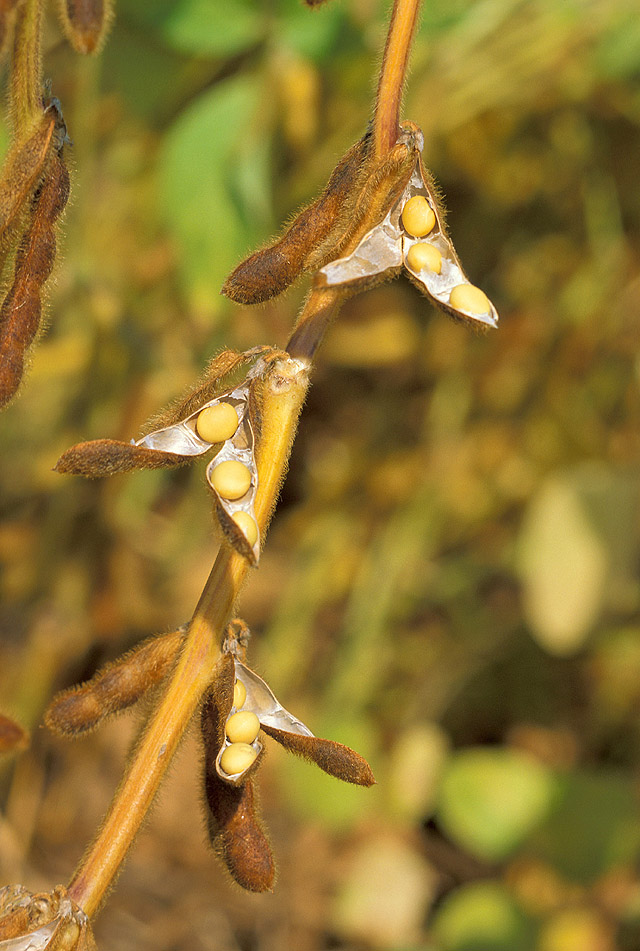
Cultivo da soja nos Estados Unidos. O país é o maior produtor desse produto agrícola no mundo.

A agricultura nos Estados Unidos apresenta uma produção altamente regionalizada, com áreas específicas para cada grande produção (milho, trigo, algodão etc.), o que facilita a especialização da mão de obra, a comercialização e o apoio governamental ao agricultor. Essas áreas de cultivo de produtos específicos são chamados cinturões (belts).

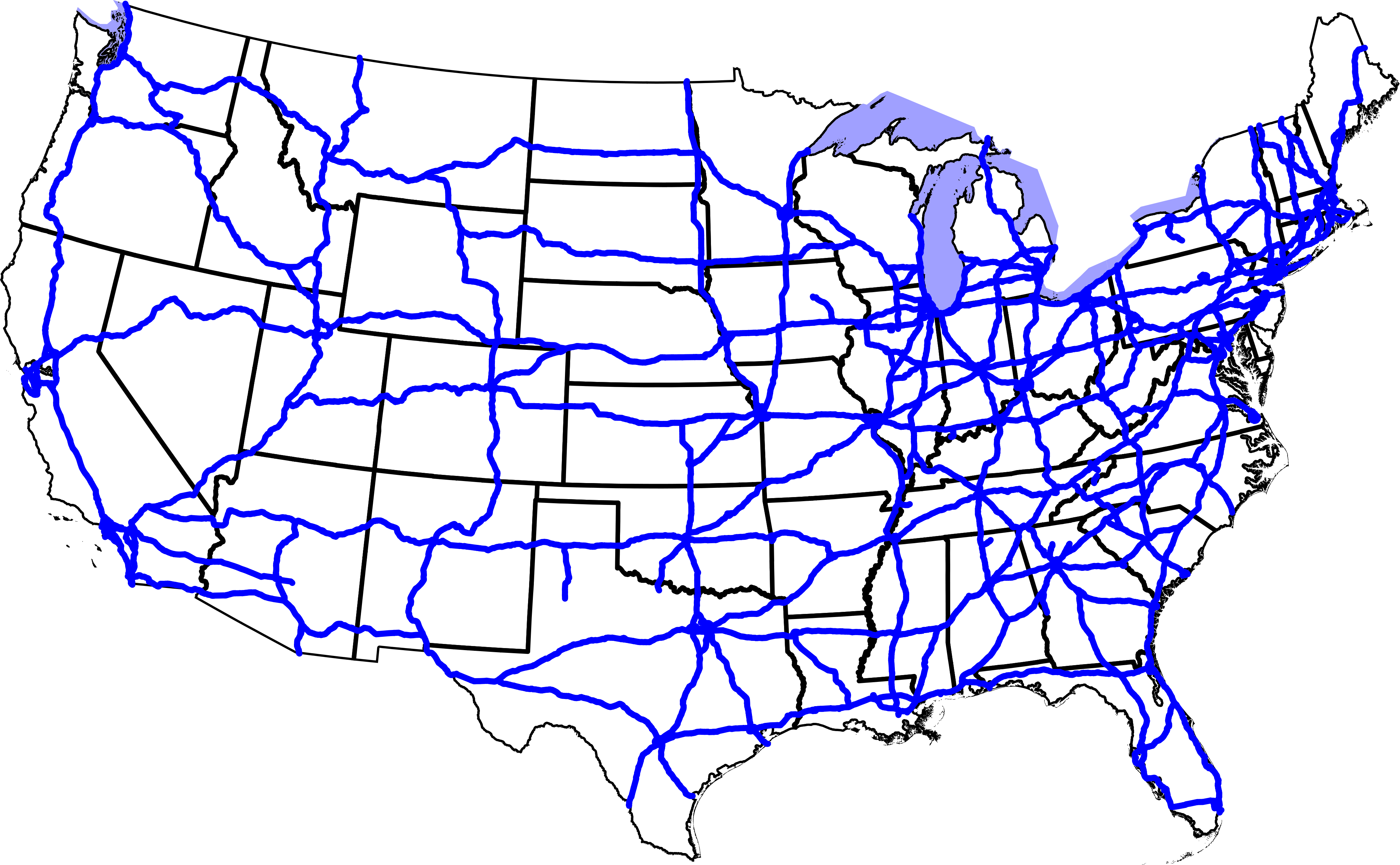
O Interstate Highway System, a maior rede de rodovias expressas do planeta.

Muito bem servidos de vias de comunicação e transporte, os Estados Unidos detêm a liderança mundial no número de automóveis em circulação, de televisores, linhas telefônicas, usuários de Internet etc. A rede de estradas norte-americana é a maior do mundo e cerca de 90% dela é asfaltada. Sua rede de vias navegáveis é também a maior do mundo. Como se isso não bastasse, o tráfego aéreo doméstico dos Estados Unidos responde por mais de um terço de todos os voos comerciais do planeta.
Os Estados Unidos são um grande exportador de máquinas e equipamentos de transporte, veículos, cereais, algodão e produtos químicos, embora tenham de importar matérias-primas, minerais diversos, alguns produtos agrícolas e certos produtos não industrializados.
Socialmente, essa riqueza manifesta-se através de fatos bastante significativos, como, por exemplo, alta expectativa de vida (78,37 anos), alta renda per capita (47 200 dólares), quase inexistência de analfabetos (1%), incomparáveis quantidades de bens de consumo - pelos menos um televisor em quase 100% das casas, um computador em mais de 30% etc. Tudo isso reflete o grande desenvolvimento de uma nação que abriga 27 habitantes por quilômetro quadrado, totalizando uma população de cerca de 308 milhões de pessoas.